# Подлече
Подлече (словен. Podpleče) — розсіяне поселення в горах на схід Церкно, Регіон Горішка, Словенія. Висота над рівнем моря: 723.5 м. 